# Tōmi (Nagano)
Tōmi (東御市 Tōmi-shi?) es una ciudad localizada en la prefectura de Nagano, Japón. En abril de 2019 tenía una población de 30.168 habitantes en 12.068 hogares y una densidad de población de 270 personas por km². Su área total es de 112,37 km².

## Geografía

### Municipios circundantes
- Prefectura de Nagano
  - Ueda
  - Komoro
  - Saku
  - Tateshina
- Prefectura de Gunma
  - Tsumagoi

## Demografía
Según datos del censo japonés, la población de Tōmi ha estado creciendo lentamente durante los últimos 50 años, pero aún está por debajo de su nivel en 1950.
| Año del censo | Población |
| ------------- | --------- |
| 1970          | 24.626    |
| 1980          | 26.841    |
| 1990          | 28.954    |
| 2000          | 30.944    |
| 2010          | 30.703    |